# Dong Min
Dong Min (? - 22 mai 192) (chinois : 董旻, pinyin : Dǒng Mín), prénom social Shuyin (叔穎, Shūyǐng) était un général chinois de l'époque de la fin de la dynastie Han, principalement connu pour avoir été le frère du tyran Dong Zhuo.
Il sert initialement sous les ordres du maréchal He Jin. En 189, les eunuques au pouvoir menés par Zhang Rang assassinent He Jin, ce qui déclenche une violente purge au palais impérial. Lors de celle-ci, Dong Min s'illustre en assistant le général Wu Kuang dans l’assassinat de He Miao, le frère de He Jin.
Lorsqu'en 190 son frère, Dong Zhuo, détrône l'empereur Shaodi pour introniser Xiandi et contrôler l'empire à son travers, Dong Min est nommé général de la gauche (左將軍, zuǒ jiāngjūn) et marquis de Hu (鄠侯, hù hóu). Le 22 mai 192, Dong Zhuo est assassiné par Lü Bu et Dong Min est tué au cours de la purge du clan Zhuo qui s'ensuit.

## Autres articles
- Chroniques des Trois Royaumes
- Dynastie Han